# Menkia rolani
Menkia rolani is een slakkensoort uit de familie van de Aciculidae. De wetenschappelijke naam van de soort is voor het eerst geldig gepubliceerd in 1991 door E. Gittenberger.